# Дарбанд-е Лоран
Дарбанд-е Лоран (перс. دربندلران) — село в Ірані, у дегестані Ростак, у Центральному бахші, шагрестані Хомейн остану Марказі. За даними перепису 2006 року, його населення становило 420 осіб, що проживали у складі 123 сімей.

## Клімат
Середня річна температура становить 12,24 °C, середня максимальна – 31,27 °C, а середня мінімальна – -9,80 °C. Середня річна кількість опадів – 211 мм.
| Клімат поселення                              | Клімат поселення | Клімат поселення | Клімат поселення | Клімат поселення | Клімат поселення | Клімат поселення | Клімат поселення | Клімат поселення | Клімат поселення | Клімат поселення | Клімат поселення | Клімат поселення | Клімат поселення |
| Показник                                      | Січ.             | Лют.             | Бер.             | Квіт.            | Трав.            | Черв.            | Лип.             | Серп.            | Вер.             | Жовт.            | Лист.            | Груд.            |                  |
| Середній максимум, °C                         | 8,43             | 9,88             | 13,61            | 19,58            | 25,02            | 30,82            | 31,27            | 30,84            | 26,38            | 19,86            | 13,08            | 8,10             |                  |
| Середня температура, °C                       | −0,68            | 0,75             | 4,49             | 10,46            | 15,88            | 21,70            | 25,38            | 24,95            | 20,48            | 13,98            | 7,19             | 2,22             |                  |
| Середній мінімум, °C                          | −9,8             | −8,36            | −4,62            | 1,34             | 6,77             | 12,59            | 19,49            | 19,06            | 14,60            | 8,08             | 1,30             | −3,67            |                  |
| Норма опадів, мм                              | 36               | 34               | 38               | 26               | 17               | 2                | 2                | 1                | 1                | 6                | 20               | 28               |                  |
| Середньомісячна швидкість вітру, м/с          | 1.34             | 1.99             | 2.49             | 2.74             | 2.69             | 2.47             | 2.35             | 2.17             | 2.13             | 2.09             | 1.69             | 1.38             |                  |
| Середньомісячна сонячна радіація, кДж/м²·день | 10001            | 13187            | 15691            | 18846            | 22603            | 26667            | 25696            | 24414            | 21593            | 16205            | 11545            | 9581             |                  |
| --------------------------------------------- | ---------------- | ---------------- | ---------------- | ---------------- | ---------------- | ---------------- | ---------------- | ---------------- | ---------------- | ---------------- | ---------------- | ---------------- | ---------------- |
| Джерело:                                      |                  |                  |                  |                  |                  |                  |                  |                  |                  |                  |                  |                  |                  |